# Objectgeoriënteerde ontologie
Objectgeoriënteerde ontologie (Engels object-oriented ontology, vaak afgekort als OOO) is een filosofische positie die stelt dat objecten bestaan onafhankelijk van menselijke perceptie en de centrale rol van het menselijk perspectief binnen de traditionele filosofie in vraag wil stellen. Vertegenwoordigers van deze stroming zijn onder andere Ian Bogost, Graham Harman, Timothy Morton en Levi Bryant. De term werd bedacht door Harman, die zich voornamelijk door een afwijkende lezing van het werk van Martin Heidegger liet leiden.

## Centrale standpunten
Objectgeoriënteerde ontologie zet zich af tegen de dominante stroming in de filosofie van het correlationisme van Immanuel Kant. Die stelt dat alles wat bestaat dat doet in het bewustzijn van de mens (vaak getypeerd als een vorm van idealisme). Hierbij krijgt de mens een centrale positie (antropocentrisme). De mens kan dan alleen fenomenale dingen via de zintuigen kennen, maar niet de noumenale, vaak gelijkgesteld aan het ding in zichzelf. Het verschil tussen objectgeoriënteerde ontologie en Kant is dat in objectgeoriënteerde ontologie reële objecten bestaan, maar dat wij ze niet kunnen kennen, bij Kant is zelfs de vraag of reële objecten bestaan.
In de objectgeoriënteerde ontologie gelden volgens Harman andere principes:
- Alle objecten krijgen evenveel aandacht, menselijke, niet-menselijke, natuurlijke, culturele, reële, fictieve.
- Objecten zijn niet identiek met hun eigenschappen, maar hebben er wel een nauwe relatie mee. Deze relatie is verantwoordelijk voor alle verandering in de wereld.
- Objecten zijn reëel of zintuiglijk. In het eerste geval kunnen zij wel of geen relatie met andere objecten hebben. In het tweede geval hebben zij een relatie met een reëel object.
- Reële objecten hebben geen relatie met andere reële objecten, maar alleen met zintuiglijke objecten.
- Eigenschappen kunnen ook weer reëel of zintuiglijk zijn.
- Twee soorten objecten en twee soorten eigenschappen geven gezamenlijk vier soorten permutaties. Deze ziet de object georiënteerde ontologie als de wortel van ruimte en tijd.
- Filosofie heeft een sterkere relatie met esthetica dan met wiskunde of natuurkunde.[2]

## Theorie voor alles
De objectgeoriënteerde ontologie verwerpt het idee dat de natuurkundige theorie alles kan verklaren. Harman legt dit in zijn boek Immaterialism (2016) uit door het voorbeeld van de VOC. Hij laat zien dat deze bestond uit onder andere uit de objecten schepen en bemanningen. Maar dat die schepen en bemanningen in de 193 jaar van het bestaan ven de VOC steeds weer werden vervangen, terwijl het object VOC bleef bestaan. De VOC kan daarom niet worden gereduceerd tot de schepen en bemanningen van een bepaald moment.
Morton heeft hiervoor de hyperobjecten geïntroduceerd. Deze, zoals de klimaatopwarming, onttrekken aan een natuurwetenschappelijke verklaring omdat zij meer dan driedimensionaal zijn. (The ecological thought (2010)).
De objectgeoriënteerde ontologie zou deze objecten wel erkennen en zo een theorie voor alles bevatten. 